# 沙特阿拉伯国旗
沙特阿拉伯国旗是沙特阿拉伯政府自1973年采用的国家象征，是一面綠底旗幟，中間為白色的阿拉伯文及白色阿拉伯彎刀。阿拉伯文书写的为伊斯兰教的清真言。

## 设计

沙特国旗上的阿拉伯书法彩色图解，自右向左念即为清真言。

旗地为绿色，旗面上以白色的三一体阿拉伯文书写了清真言：

lā ʾilāha ʾilla-llāh muḥammadun rasūlu-llāh
“万物非主，唯有真主，穆罕默德，阿拉使者”
下方则绘有一把白色的阿拉伯彎刀（短彎劍）。
旗帜的绿色是伊斯兰教中最神圣的一种颜色，是伊斯兰教的象征。旗帜的旗面使用了这个颜色，表示沙特阿拉伯是一个伊斯兰教国家。旗帜上《古兰经》的教谕再次突现伊斯兰教在沙特阿拉伯的特殊地位。白色的阿拉伯彎刀象征不惜发动圣战，来捍卫伊斯兰与国家的荣誉，而白色也代表了纯洁。

## 规定
由於清真言是伊斯蘭教信仰的核心，因此國旗在沙特阿拉伯人眼中是相當神聖的，所以有一些特別的規定，例如不可降半旗，不可用在商品上（國内外皆是）；做好的國旗時要精確檢查文字有無錯誤；為了避免從背面看時文字變成反的，要把兩面旗背對背縫合成一面使用。同时沙特阿拉伯国旗制定了另外的竖直悬挂版本，即图案需要摆正。

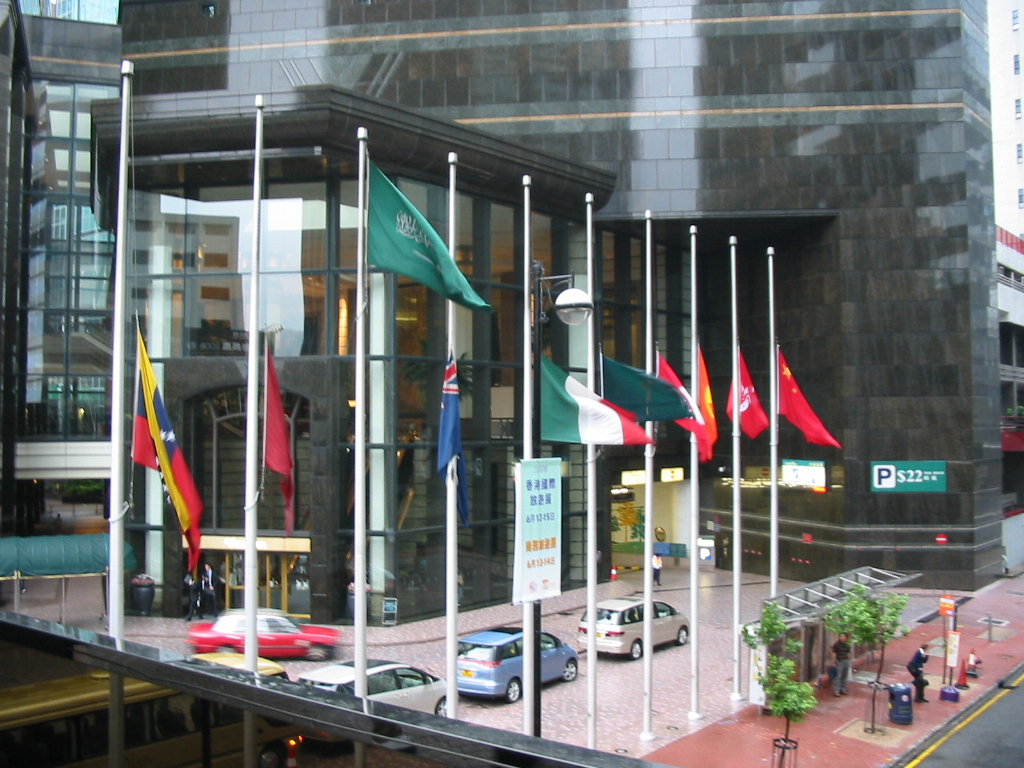
沙特阿拉伯國旗因旗上有清真言，是世界上不降半旗的國旗之一。

## 历史國旗

### 内志
- 內志旗 (1744 - 1891)
- 內志旗 (1902 - 1921)
- 內志旗 (1921 - 1926)
- 內志旗 (1926 - 1932)

### 杰贝勒沙马尔酋长国
- 杰贝勒沙马尔酋长国 （1836年－1920年）
- 杰贝勒沙马尔酋长国（1920年－1921年）

### 阿西尔伊德里斯酋长国
- 阿西尔伊德里斯酋长国（1909年－1927年）
- 阿西尔伊德里斯酋长国（1927年－1930年）[1]

### 汉志
- 漢志旗 (1916 - 1920)
- 漢志旗 (1920 - 1926)
- 漢志旗 (1926 - 1932)

### 沙特阿拉伯王国
- 1932-1934
- 1934-1938
- 1938-1973

## 其它用旗

国王旗
王储旗
武装部队总参谋长旗

民船旗
民船旗

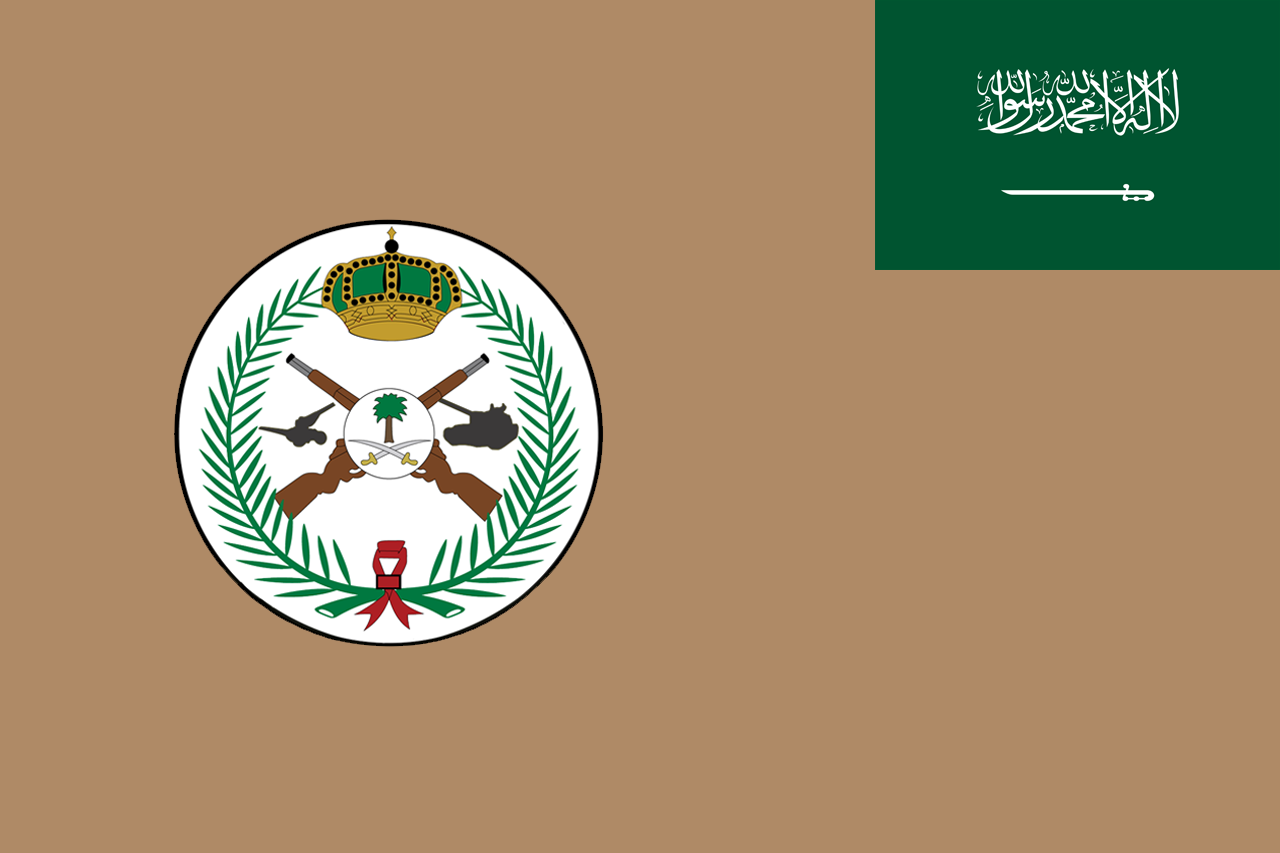
陆军旗
海军基地旗
海军军舰旗
海军舰艏旗
空军旗

1. ↑  .   [2020-01-08]. （原始内容存档于2022-01-07）.